# Hubraum

Animation eines Vierzylinder-Viertaktmotors. Das orange Eingefärbte zeigt zeitweise den Verbrennungsraum – aber nicht während des gesamten Arbeitspiels.

Der Hubraum oder das Hubvolumen {\displaystyle V_{h}} eines Zylinders eines Verbrennungsmotors ist das umschlossene Volumen, das „vom Kolben während eines Hubes überstrichen“ wird. Der Gesamthubraum {\displaystyle V_{H}} ist die „Summe der Hubräume aller Arbeitszylinder eines Motors“. Diese Begriffe können sinngemäß auch bei anderen Kolbenmaschinen angewendet werden.

## Berechnung bei kreisrunden Zylindern
Der Hubraum {\displaystyle V_{h}} eines Zylinders mit kreisrundem Querschnitt kann folgendermaßen berechnet werden:
{\displaystyle V_{h}=\pi \cdot r^{2}\cdot h,}
wobei {\displaystyle r} die halbe Zylinderbohrung und {\displaystyle h} der Kolbenhub ist.
Bei Maschinen, deren Kolben eine durchgehende Kolbenstange hat, wie zum Beispiel bei Dampflokomotiven üblich, muss zur Bestimmung des Hubvolumens die Querschnittsfläche der Kolbenstange beachtet werden, denn in diesem Bereich überstreicht der Kolben kein Volumen.
Der Hub ist der Weg, den der Kolben zwischen den beiden äußersten Stellungen zurücklegt, die als oberer und unterer Totpunkt bezeichnet werden.
Bei gleichen Parametern (Drehzahl und effektivem Mitteldruck) ist der Hubraum ein Indikator zum Vergleich der Leistung verschiedener Maschinen und eine der Kenngrößen eines Verbrennungsmotors.
Je nachdem, ob der Kolbenhub größer oder kleiner als die Zylinderbohrung (Durchmesser des Zylinders) ist, spricht man von einem Langhuber oder einem Kurzhuber. Sind Hub und Bohrung gleich groß, so spricht man von einem quadratischen Hubverhältnis.

## Weitere Begriffe bei Verbrennungsmotoren
Wichtige Größen:
{\displaystyle V_{h}=} Hubraum eines Zylinders
{\displaystyle V_{H}=} Gesamthubraum eines Motors
{\displaystyle V=} Verbrennungsraum
{\displaystyle V_{c}=} Verdichtungsraum (der Kleinstwert des Verbrennungsraums)
{\displaystyle Z=} Zylinderanzahl
{\displaystyle d=} Zylinderdurchmesser (Bohrung)
{\displaystyle r=} Zylinderradius ({\displaystyle =d/2})
{\displaystyle h=} Kolbenhub (auch Hubweg oder kurz Hub), üblich ist auch die Bezeichnung {\displaystyle s}
 Verbrennungsraum
Das von Zylinderdeckel, Zylinder und dem oder den Kolben allseitig umschlossene Volumen heißt Verbrennungsraum. Er ändert während des Arbeitsspiels seine Größe, sein Kleinstwert ist der Verdichtungsraum. Nebenkammern, die zum Zylinder offen sind, zählen mit zum Verbrennungsraum.
Bemerkung: Bei Doppelkolbenmotoren zählen zwei Zylinder mit gemeinsamen Verbrennungsraum als einer.

## Spezifikationen bei Verbrennungsmotoren
Kurzhuber erlauben wegen der größeren Zylinderquerschnittsfläche die Unterbringung größerer Ventile. Sie haben – bei gleicher mittlerer Kolbengeschwindigkeit, gleichem mittleren Arbeitsdruck und gleicher Leistung – im Vergleich zu Langhubern eine höhere Nenndrehzahl bei kleinerem Hubraum, sind also leichter und werden daher überwiegend in Sportwagen und Motorrädern verwendet.
Langhuber ermöglichen eine bessere Brennraumgestaltung und eine bessere Verbrennung.
Im Allgemeinen ähnelt der Brennraum kurz nach der Zündung, also dann, wenn das Gas am heißesten ist, einem flachen Zylinder, hat also eine große Oberfläche im Verhältnis zum Rauminhalt. Je kleiner die Zylinderbohrung und je länger der Hub ist, desto weniger flach ist die Form des Brennraums zu diesem Zeitpunkt, desto kleiner ist die Brennraumoberfläche und desto geringer sind die Wärmeleitungsverluste durch sie.
Langhuber haben deshalb einen geringfügig höheren Wirkungsgrad.
Die Tendenz im Kfz-Bau geht zunehmend zu kleineren und damit leichteren Motoren, da diese aufgrund der kleineren Wärmeübergangsflächen bei gleicher Leistung geringere thermische Verluste aufweisen. Dies bedeutet jedoch nicht zwangsläufig einen schlechteren Wirkungsgrad großvolumiger Motoren.

### Hubraum und Drehmoment
Bei gegebenem mittleren Arbeitsdruck bestimmt die Größe des Hubraums das Drehmoment. Hubraum, Mitteldruck und Drehzahl zusammen beeinflussen die Leistung.
Faustformel für Saugmotoren: Der Wert für das maximale Drehmoment liegt hier bei etwa 100 Nm pro Liter Hubraum. Eine Abweichung des Drehmomentwertes von etwa 10 bis 15 Prozent ist hierbei jedoch oft vorhanden – in der Regel nach unten, aber zunehmend auch nach oben.
Beispiel
Hat ein Saugmotor einen Hubraum von 2000 cm3, so liegt das maximale Drehmoment meist bei 170 bis 210 Nm. Liegt es deutlich höher (über 240 Nm), ist davon auszugehen, dass der Motor aufgeladen ist, etwa über einen Abgasturbolader oder einen Kompressor.

### Hubraum und Kfz-Steuer
Der Hubraum ist in vielen Ländern ein Faktor, der die Höhe der Kraftfahrzeugsteuer beeinflusst. Früher war sie in Deutschland sogar der einzige Faktor. Da die Steuern meist gestaffelt sind (zum Beispiel je angefangene 100 cm³), wurden und werden Motoren meist mit Hubräumen knapp unter diesen Grenzwerten gebaut, zum Beispiel 1998 cm³ statt 2000 cm³. Die Typenbezeichnung eines Kraftfahrzeuges hat oft den Hubraum in der genaueren Bezeichnung.
Die Berechnung des Hubraums von Hubkolbenmotoren nach der Steuerformel erfolgt in Deutschland seit 1989 nach zwei unterschiedlichen Verfahren:
- Alte StVZO-Steuerformel: Gesamthubraum = {\displaystyle 0{,}78\cdot d^{2}\cdot h\cdot Z} ({\displaystyle d=} Bohrung, {\displaystyle h=} Hub, {\displaystyle Z=} Zylinderzahl; Bohrung {\displaystyle d} und Hub {\displaystyle h} sind vor der Berechnung auf halbe Millimeter, das Ergebnis auf volle Kubikzentimeter abzurunden. Anmerkung: {\displaystyle \pi /4} wird hier auf 0,78 abgerundet, daher weicht der Hubraum nach alter Steuerformel recht deutlich nach unten vom tatsächlichen Hubraum ab).
- Neue EU-Steuerformel: Gesamthubraum {\displaystyle =0{,}7854\cdot d^{2}\cdot h\cdot Z} ({\displaystyle d=} Bohrung, {\displaystyle h=} Hub, {\displaystyle Z=} Zylinderzahl; Bohrung {\displaystyle d} und Hub {\displaystyle h} werden auf volle Millimeter kaufmännisch gerundet; {\displaystyle \pi /4} wird hier auf 0,7854 aufgerundet).

Da zum Teil in der – mehrfach geänderten – Steuerformel andere Rundungsregeln gelten als in der Technik üblich, gab und gibt es immer wieder Abweichungen bei den Hubraumangaben in den technischen Daten der Hersteller einerseits und den Verwaltungsdaten für die Besteuerung andererseits. Durch Zylinderschleifen bei einer Motorüberholung vergrößerte Bohrungen werden für die Besteuerung nicht berücksichtigt. Bei Einführung der Hubraumsteuer in Deutschland war vom Gesetzgeber beabsichtigt, die maximale Motorleistung zu besteuern; da diese damals aber nicht leicht messbar war, wurde der Hubraum – nach für Zweitakt- und Viertakt-Motoren unterschiedlichen Formeln – als Maß für die Motorleistung verwendet, Näheres im Artikel Steuer-PS.
Auch zahlreiche Gesetze, etwa das deutsche Kraftfahrzeugsteuergesetz, nehmen den Hubraum als Bemessungsgrundlage, zum Beispiel Führerscheinklassen bei Kleinkrafträdern. 30,3 Prozent der in Deutschland 2008 erstmals zugelassenen PKW hatten 1800 bis 1999 cm³ Hubraum.

## Verwandte Themen
- Verdichtungsverhältnis {\displaystyle \epsilon } bezeichnet das Verhältnis der Volumina im Zylinder vor und nach der Verdichtung.